# Copa del Món de Futbol sub-20 de 2011

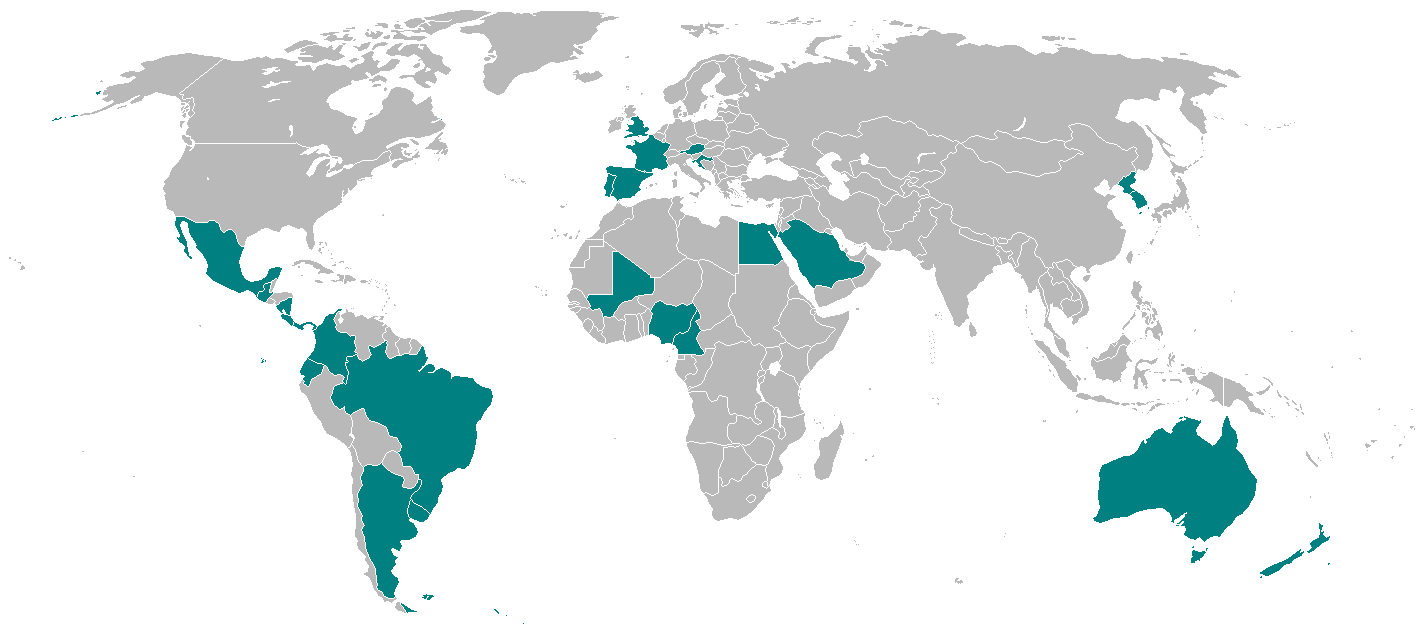
Seleccions participants al torneig.

La Copa del Món de futbol sub-20 de 2011 (en castellà: Copa Mundial Sub-20 de la FIFA Colombia 2011) va ser la divuitena edició de la Copa del Món de futbol sub-20 organitzada per la FIFA. Es disputà a Colòmbia entre el 29 de juliol i el 20 d'agost de 2011.

## Fase de grups
L'enquadrament per a la fase de grups va ser sortejat el 27 d'abril de 2011, al Centre de Convencions Julio Cesar Turbay Ayala de Cartagena.
El primers i segons de cada grup, com els quatre millors tercers, es classifiquen per al vuitens de final.
Criteris de desempat
Si dos o més equips acaben amb el mateix nombre de punts, la classificació es determina pels criteris següents:
1. diferència de gols en tots els partits del grup;
2. nombre de gols marcats en tots el partits del grup;
3. punts aconseguits en el partits entre les seleccions implicades;
4. diferència de gols en els partits entre les seleccions implicades;
5. nombre de gols a favor en els partits entre les seleccions implicades;
6. sorteig pel comitè organitzador de la Copa del Món.

La classificació dels classificats en el tercer lloc ve determinada pels criteris següents:
1. nombre de punts
2. diferència de gols en els partits del grup;
3. nombre de gols a favor en els partits del grup;
4. sorteig pel comitè organitzador.

| Llegenda | Llegenda                                                                                                 |
| -------- | --- |
|          | Primers de grup, segons, i els quatre millors tercer classificats classificats per als vuitens de final. |
|          | Equips no classificats per les eliminatòries.                                                            |

L'hora local de Colòmbia és UTC−05:00, set hores menys que la CEST.

### Grup A
| Equip         | Pld | G | E | P | GF | GC | DG | Pts |
| ------------- | --- | - | - | - | -- | -- | -- | --- |
| Colòmbia      | 3   | 3 | 0 | 0 | 7  | 1  | +6 | 9   |
| França        | 3   | 2 | 0 | 1 | 6  | 5  | +1 | 6   |
| Corea del Sud | 3   | 1 | 0 | 2 | 3  | 4  | -1 | 3   |
| Mali          | 3   | 0 | 0 | 3 | 0  | 6  | -6 | 0   |

| Mali | 0 - 2  | Corea del Sud                                 |
| ---- | ------ | --------------------------------------------- |
|      | Report | Kim Kyung-Jung 50' · Jang Hyun-Soo 80' (pen.) |

| Colòmbia                                           | 4 – 1  | França   |
| -------------------------------------------------- | ------ | -------- |
| Rodríguez 30' (pen.) · Muriel 48', 66' · Arias 64' | Report | Sunu 21' |

| França                                  | 3 - 1  | Corea del Sud |
| --------------------------------------- | ------ | ------------- |
| Sunu 27' · Fofana 81' · Lacazette 90+1' | Report | Young-Uk 59'  |

| Colòmbia                       | 2 - 0  | Mali |
| ------------------------------ | ------ | ---- |
| Valencia 23' · Rodríguez 90+1' | Report |      |

| França                      | 2 - 0  | Mali |
| --------------------------- | ------ | ---- |
| Bakambu 70' · Lacazette 77' | Report |      |

| Colòmbia        | 1 - 0  | Corea del Sud |
| --------------- | ------ | ------------- |
| Luis Muriel 37' | Report |               |

### Group B
| Equip        | Pld | G | E | P | GF | GC | DG | Pts |
| ------------ | --- | - | - | - | -- | -- | -- | --- |
| Portugal     | 3   | 2 | 1 | 0 | 2  | 0  | +2 | 7   |
| Camerun      | 3   | 1 | 1 | 1 | 2  | 2  | 0  | 4   |
| Nova Zelanda | 3   | 0 | 2 | 1 | 2  | 3  | -1 | 2   |
| Uruguai      | 3   | 0 | 2 | 1 | 1  | 2  | -1 | 2   |

| Camerun    | 1 – 1  | Nova Zelanda     |
| ---------- | ------ | ---------------- |
| Mbondi 33' | Report | Tchaha 40' (pp.) |

| Portugal | 0 – 0  | Uruguai |
| -------- | ------ | ------- |
|          | Report |         |

| Uruguai  | 1 - 1  | Nova Zelanda |
| -------- | ------ | ------------ |
| Luna 74' | Report | Bevin 57'    |

| Portugal     | 1 - 0  | Camerun |
| ------------ | ------ | ------- |
| Oliveira 19' | Report |         |

| Portugal      | 1 - 0  | Nova Zelanda |
| ------------- | ------ | ------------ |
| Mário Rui 31' | Report |              |

| Uruguai | 0 - 1  | Camerun    |
| ------- | ------ | ---------- |
|         | Report | Mbongo 28' |

### Grup C
| Equip      | Pld | G | E | P | GF | GC | DG | Pts |
| ---------- | --- | - | - | - | -- | -- | -- | --- |
| Espanya    | 3   | 3 | 0 | 0 | 11 | 2  | +9 | 9   |
| Equador    | 3   | 1 | 1 | 1 | 4  | 3  | +1 | 4   |
| Costa Rica | 3   | 1 | 0 | 2 | 4  | 9  | -5 | 6   |
| Austràlia  | 3   | 0 | 1 | 2 | 4  | 9  | -5 | 1   |

| Costa Rica    | 1 – 4  | Espanya                                     |
| ------------- | ------ | ------------------------------------------- |
| John Ruiz 65' | Report | Rodri 14', 48' · Koke 81' · Isco 90+4' (p.) |

| Austràlia | 1 - 1  | Equador   |
| --------- | ------ | --------- |
| Oar 89'   | Report | Govea 24' |

| Equador | 0 - 2  | Espanya                      |
| ------- | ------ | ---------------------------- |
|         | Report | Canales 67' · A. Vázquez 85' |

| Austràlia                 | 2 - 3  | Costa Rica                   |
| ------------------------- | ------ | ---------------------------- |
| Oar 26' · Calvo 64' (pp.) | Report | Campbell 22', 27' · Ruiz 72' |

| Equador                        | 3 - 0  | Costa Rica |
| ------------------------------ | ------ | ---------- |
| Montaño 2' · de Jesús 13', 69' | Report |            |

| Austràlia | 1 - 5  | Espanya                                                  |
| --------- | ------ | -------------------------------------------------------- |
| Bulut 27' | Report | Roberto 1' · A.Vázquez 6', 13', 18' · Canales 31' (pen.) |

### Grup D
| Equip          | Pld | G | E | P | GF | GC | DG  | Pts |
| -------------- | --- | - | - | - | -- | -- | --- | --- |
| Nigèria        | 3   | 3 | 0 | 0 | 12 | 2  | +10 | 9   |
| Aràbia Saudita | 3   | 2 | 0 | 1 | 8  | 2  | +6  | 6   |
| Guatemala      | 3   | 1 | 0 | 2 | 2  | 11 | -9  | 3   |
| Croàcia        | 3   | 0 | 0 | 3 | 2  | 8  | -6  | 0   |

| Nigèria                                             | 5 – 0  | Guatemala |
| --------------------------------------------------- | ------ | --------- |
| Egbedi 8', 39' · Ajagun 47' · Kayode 53' · Musa 76' | Report |           |

| Croàcia | 0 - 2  | Aràbia Saudita               |
| ------- | ------ | ---------------------------- |
|         | Report | Alfahmi 54' · Almuwallad 69' |

| Aràbia Saudita                                                                           | 6 - 0  | Guatemala |
| ---------------------------------------------------------------------------------------- | ------ | --------- |
| Dagriri 17' · Alfahmi 27' · Alfatil 58' · Alshahrani 66' · Alibrahim 83' · Aldawsari 89' | Report |           |

| Croàcia                    | 2 - 5  | Nigèria                                              |
| -------------------------- | ------ | ---------------------------------------------------- |
| Lendrić 42' · Kramarić 66' | Report | Kayode 25' · Suswam 30' · Musa 62' · Nwofor 69', 73' |

| Aràbia Saudita | 0 - 2  | Nigèria                 |
| -------------- | ------ | ----------------------- |
|                | Report | Musa 45+2' · Kayode 85' |

| Croàcia | 0 - 1  | Guatemala    |
| ------- | ------ | ------------ |
|         | Report | Ceballos 81' |

### Grup E
| Equip   | Pld | G | E | P | GF | GC | DG | Pts |
| ------- | --- | - | - | - | -- | -- | -- | --- |
| Brasil  | 3   | 2 | 1 | 0 | 8  | 1  | +7 | 7   |
| Egipte  | 3   | 2 | 1 | 0 | 6  | 1  | +5 | 7   |
| Panamà  | 3   | 0 | 1 | 2 | 0  | 5  | -5 | 1   |
| Àustria | 3   | 0 | 1 | 2 | 0  | 7  | -7 | 1   |

| Àustria | 0 – 0  | Panamà |
| ------- | ------ | ------ |
|         | Report |        |

| Brasil     | 1 – 1  | Egipte       |
| ---------- | ------ | ------------ |
| Danilo 12' | Report | O. Gaber 26' |

| Egipte     | 1 - 0  | Panamà |
| ---------- | ------ | ------ |
| Hegazi 67' | Report |        |

| Brasil                                           | 3 - 0  | Àustria |
| ------------------------------------------------ | ------ | ------- |
| Henrique 37' · Coutinho 52' (pen.) · Willian 63' | Report |         |

| Brasil                                        | 4 - 0  | Panamà |
| --------------------------------------------- | ------ | ------ |
| Henrique 40' · Coutinho 45+1', 52' · Dudu 89' | Report |        |

| Egipte                            | 4 - 0  | Àustria |
| --------------------------------- | ------ | ------- |
| Ghazy 31' · Ibrahim 60', 62', 82' | Report |         |

### Grup F
| Equip          | Pld | G | E | P | GF | GC | DG | Pts |
| -------------- | --- | - | - | - | -- | -- | -- | --- |
| Argentina      | 3   | 2 | 1 | 0 | 4  | 0  | +4 | 7   |
| Mèxic          | 3   | 1 | 1 | 1 | 3  | 1  | +2 | 4   |
| Anglaterra     | 3   | 0 | 3 | 0 | 0  | 0  | 0  | 3   |
| Corea del Nord | 3   | 0 | 1 | 2 | 0  | 5  | -5 | 1   |

| Anglaterra | 0 – 0  | Corea del Nord |
| ---------- | ------ | -------------- |
|            | Report |                |

| Argentina  | 1 – 0  | Mèxic |
| ---------- | ------ | ----- |
| Lamela 70' | Report |       |

| Mèxic                                            | 3 - 0  | Corea del Nord |
| ------------------------------------------------ | ------ | -------------- |
| Ri Yong 45+1' (pp.) · Guarch 54' · de Buen 90+4' | Report |                |

| Argentina | 0 - 0  | Anglaterra |
| --------- | ------ | ---------- |
|           | Report |            |

| Mèxic | 0 - 0  | Anglaterra |
| ----- | ------ | ---------- |
|       | Report |            |

| Argentina                                        | 3 - 0  | Corea del Nord |
| ------------------------------------------------ | ------ | -------------- |
| Ferreyra 36' · Villafáñez 84' · Cirigliano 90+6' | Report |                |

### Tercers classificats
| Grup | Equip         | Pld | G | E | P | GF | GC | DG  | Pts |
| ---- | ------------- | --- | - | - | - | -- | -- | --- | --- |
| F    | Anglaterra    | 3   | 0 | 3 | 0 | 0  | 0  | 0   | 3   |
| A    | Corea del Sud | 3   | 1 | 0 | 2 | 3  | 4  | -1  | 3   |
| C    | Costa Rica    | 3   | 1 | 0 | 2 | 4  | 9  | -5  | 3   |
| D    | Guatemala     | 3   | 1 | 0 | 2 | 1  | 11 | -10 | 3   |
| B    | Nova Zelanda  | 3   | 0 | 2 | 1 | 2  | 3  | -1  | 2   |
| E    | Panamà        | 3   | 0 | 1 | 2 | 0  | 5  | -5  | 1   |

## Eliminatòries
|  | Vuitens de final          | Vuitens de final       |                        |      | Quarts de final | Quarts de final |                     |                     | Semifinals | Semifinals |  |  | Final | Final |
|  |                           |                        |                        |      |                 |                 |                     |                     |            |            |  |  |       |       |
|  | 10 d'agost — Barranquilla |                        |                        |      |                 |                 |                     |                     |            |            |  |  |       |       |
|  |                           |                        |                        |      |                 |                 |                     |                     |            |            |  |  |       |       |
|  | Brasil                    | 3                      |                        |      |                 |                 |                     |                     |            |            |  |  |       |       |
|  | Brasil                    | 3                      | 14 d'agost — Pereira   |      |                 |                 |                     |                     |            |            |  |  |       |       |
|  | Aràbia Saudita            | 0                      |                        |      |                 |                 |                     |                     |            |            |  |  |       |       |
|  | Aràbia Saudita            | 0                      | Brasil                 | 2(4) |                 |                 |                     |                     |            |            |  |  |       |       |
|  | 10 d'agost — Manizales    |                        | Brasil                 | 2(4) |                 |                 |                     |                     |            |            |  |  |       |       |
|  |                           | Espanya                | 2(2)                   |      |                 |                 |                     |                     |            |            |  |  |       |       |
|  | Espanya                   | Espanya                | 2(2)                   | 0(7) |                 |                 |                     |                     |            |            |  |  |       |       |
|  | Espanya                   |                        | 17 d'agost — Pereira   | 0(7) |                 |                 |                     |                     |            |            |  |  |       |       |
|  | Corea del Sud             | 0(6)                   |                        |      |                 |                 |                     |                     |            |            |  |  |       |       |
|  | Corea del Sud             | 0(6)                   | Brasil                 | 2    |                 |                 |                     |                     |            |            |  |  |       |       |
|  | 9 d'agost — Pereira       |                        | Brasil                 | 2    |                 |                 |                     |                     |            |            |  |  |       |       |
|  |                           | Mèxic                  | 0                      |      |                 |                 |                     |                     |            |            |  |  |       |       |
|  | Camerun                   | Mèxic                  | 0                      | 1(0) |                 |                 |                     |                     |            |            |  |  |       |       |
|  | Camerun                   | 13 d'agost — Bogotá    |                        | 1(0) |                 |                 |                     |                     |            |            |  |  |       |       |
|  | Mèxic                     | 1(3)                   |                        |      |                 |                 |                     |                     |            |            |  |  |       |       |
|  | Mèxic                     | 1(3)                   | Mèxic                  | 3    |                 |                 |                     |                     |            |            |  |  |       |       |
|  | 9 d'agost — Bogotá        |                        | Mèxic                  | 3    |                 |                 |                     |                     |            |            |  |  |       |       |
|  |                           | Colòmbia               | 1                      |      |                 |                 |                     |                     |            |            |  |  |       |       |
|  | Colòmbia                  | Colòmbia               | 1                      | 3    |                 |                 |                     |                     |            |            |  |  |       |       |
|  | Colòmbia                  |                        | 20 d'agost — Bogotá    | 3    |                 |                 |                     |                     |            |            |  |  |       |       |
|  | Costa Rica                | 2                      |                        |      |                 |                 |                     |                     |            |            |  |  |       |       |
|  | Costa Rica                | 2                      | Brasil                 | 3    |                 |                 |                     |                     |            |            |  |  |       |       |
|  | 10 d'agost — Cartagena    |                        | Brasil                 | 3    |                 |                 |                     |                     |            |            |  |  |       |       |
|  |                           | Portugal               | 2                      |      |                 |                 |                     |                     |            |            |  |  |       |       |
|  | França                    | Portugal               | 2                      | 1    |                 |                 |                     |                     |            |            |  |  |       |       |
|  | França                    | 14 d'agost — Cali      |                        | 1    |                 |                 |                     |                     |            |            |  |  |       |       |
|  | Equador                   | 0                      |                        |      |                 |                 |                     |                     |            |            |  |  |       |       |
|  | Equador                   | 0                      | França                 | 3    |                 |                 |                     |                     |            |            |  |  |       |       |
|  | 10 d'agost — Armenia      |                        | França                 | 3    |                 |                 |                     |                     |            |            |  |  |       |       |
|  |                           | Nigèria                | 2                      |      |                 |                 |                     |                     |            |            |  |  |       |       |
|  | Nigèria                   | Nigèria                | 2                      | 1    |                 |                 |                     |                     |            |            |  |  |       |       |
|  | Nigèria                   |                        | 17 d'agost — Medellín  | 1    |                 |                 |                     |                     |            |            |  |  |       |       |
|  | Anglaterra                | 0                      |                        |      |                 |                 |                     |                     |            |            |  |  |       |       |
|  | Anglaterra                | 0                      | França                 | 0    |                 |                 |                     |                     |            |            |  |  |       |       |
|  | 9 d'agost — Cali          |                        | França                 | 0    |                 |                 |                     |                     |            |            |  |  |       |       |
|  |                           | Portugal               | 2                      |      | Tercer lloc     | Tercer lloc     |                     |                     |            |            |  |  |       |       |
|  | Portugal                  | Portugal               | 2                      | 1    | Tercer lloc     | Tercer lloc     |                     |                     |            |            |  |  |       |       |
|  | Portugal                  | 13 d'agost — Cartagena | 13 d'agost — Cartagena | 1    |                 |                 | 20 d'agost — Bogotá | 20 d'agost — Bogotá |            |            |  |  |       |       |
|  | Guatemala                 | 13 d'agost — Cartagena | 13 d'agost — Cartagena | 0    |                 |                 | 20 d'agost — Bogotá | 20 d'agost — Bogotá |            |            |  |  |       |       |
|  | Guatemala                 | Portugal               | 0(6)                   | 0    | Mèxic           | 3               |                     |                     |            |            |  |  |       |       |
|  | 9 d'agost — Medellín      | Portugal               | 0(6)                   |      | Mèxic           | 3               |                     |                     |            |            |  |  |       |       |
|  |                           | Argentina              | 0(5)                   |      | França          | 1               |                     |                     |            |            |  |  |       |       |
|  | Argentina                 | Argentina              | 0(5)                   | 2    | França          | 1               |                     |                     |            |            |  |  |       |       |
|  | Argentina                 |                        |                        | 2    |                 |                 |                     |                     |            |            |  |  |       |       |
|  | Egipte                    | 1                      |                        |      |                 |                 |                     |                     |            |            |  |  |       |       |
|  | Egipte                    | 1                      |                        |      |                 |                 |                     |                     |            |            |  |  |       |       |

### Vuitens de final
| Portugal           | 1 - 0  | Guatemala |
| ------------------ | ------ | --------- |
| Oliveira 7' (pen.) | Report |           |

| Argentina                      | 2 - 1  | Egipte              |
| ------------------------------ | ------ | ------------------- |
| Lamela 42' (pen. ), 64' (pen.) | Report | M. Salah 70' (pen.) |

| Camerun                    | 1 - 1  | Mèxic                            |
| -------------------------- | ------ | -------------------------------- |
| Ohandza 79'                | Report | C. Orrantia 81'                  |
| Tanda de penals            |        |                                  |
| Ohandza · Nguessi · Mbondi | 0 – 3  | E. Torres · U. Dávila · M. Piñón |

| Colòmbia                                         | 3 - 2  | Costa Rica              |
| ------------------------------------------------ | ------ | ----------------------- |
| Muriel 56' · Franco 79' · Rodríguez 90+3' (pen.) | Report | Ruiz 63' · M. Escoe 65' |

| Nigèria    | 1 - 0  | Anglaterra |
| ---------- | ------ | ---------- |
| Egbedi 52' | Report |            |

| Espanya                                                          | 0 - 0  | Corea del Sud                                                                         |
| ---------------------------------------------------------------- | ------ | ------------------------------------------------------------------------------------- |
|                                                                  | Report |                                                                                       |
| Tanda de penals                                                  |        |                                                                                       |
| Tello · Recio · Koke · A. Vázquez · Isco · Bartra · Amat · Oriol | 7 – 6  | Seung-Yong · Seung-Woo · Ki-Je · Jin-Su · Hyun-Soo · Sang-Gi · Sung-Dong · Kyung-Jung |

| Brasil                              | 3 - 0  | Aràbia Saudita |
| ----------------------------------- | ------ | -------------- |
| Henrique 46' · Silva 69' · Dudu 86' | Report |                |

| França        | 1 - 0  | Equador |
| ------------- | ------ | ------- |
| Griezmann 75' | Report |         |

### Quarts de final
| Portugal                                                            | 0 - 0  | Argentina                                                      |
| ------------------------------------------------------------------- | ------ | -------------------------------------------------------------- |
|                                                                     | Report |                                                                |
| Tanda de penals                                                     |        |                                                                |
| Reis · Danilo · Roderick · Rafa · N. Oliveira · Tiago · S. Oliveira | 5 – 4  | Lamela · Iturbe · Nervo · Pirez · Ruiz · Vuletich · Tagliafico |

| Mèxic                               | 3 – 1  | Colòmbia   |
| ----------------------------------- | ------ | ---------- |
| Torres 37' (pen.) · Rivera 69', 88' | Report | Zapata 60' |

| França                            | 3 - 2  | Nigèria           |
| --------------------------------- | ------ | ----------------- |
| Lacazette 50', 104' · Fofana 102' | Report | Ejike 90+3', 111' |

| Brasil                              | 2 - 2  | Espanya                                 |
| ----------------------------------- | ------ | --------------------------------------- |
| Willian 35' · Dudu 100'             | Report | Rodri 57' · A. Vázquez 102'             |
| Tanda de penals                     |        |                                         |
| Casemiro · Danilo · Henrique · Dudu | 4 – 2  | Amat · S. Roberto · Bartra · A. Vázquez |

### Semifinals
| França | 0 – 2 | Portugal                           |
| ------ | ----- | ---------------------------------- |
|        |       | Danilo 9' · N. Oliveira 40' (pen.) |

| Brasil            | 2 - 0 | Mèxic |
| ----------------- | ----- | ----- |
| Henrique 80', 84' |       |       |

### Partit per la tercera posició
| Mèxic                                  | 3 - 1  | França       |
| -------------------------------------- | ------ | ------------ |
| Dávila 12' · Enríquez 49' · Rivera 71' | Report | Lacazette 8' |

### Final
| Brasil              | 3 - 2  | Portugal                  |
| ------------------- | ------ | ------------------------- |
| Oscar 5', 78', 111' | Report | Alex 9' · N. Oliveira 59' |

| Copa del Món sub-20 2011 |
| ------------------------ |
| Brasil                   |
| Brasil Cinquè títol      |

## Golejadors
5 gols
- Henrique
- Álvaro Vázquez
- Alexandre Lacazette

4 gols
- Luis Muriel
- Nélson Oliveira

3 gols
| - Erik Lamela - Philippe Coutinho - Dudu - Oscar dos Santos | - James Rodríguez - John Jairo Ruiz - Mohamed Ibrahim - Rodrigo Moreno | - Edafe Egbedi - Olarenwaju Kayode - Ahmed Musa |

2 gols
| - Yasir Alfahmi - Thomas Oar - Willian José - Joel Campbell | - Marlon de Jesús - Sergio Canales - Gueïda Fofana - Gilles Sunu | - Edson Rivera - Maduabuchi Ejike - Uche Nwofor |

1 gol
| - Mohammed Alfatil - Fhad Almuwallad - Yasir Alshahrani - Yahya Dagriri - Ibrahim Alibrahim - Salem Aldawsari - Ezequiel Cirigliano - Facundo Ferreyra - Lucas Villafáñez - Kerem Bulut - Danilo Luiz da Silva - Gabriel Silva - Christ Mbondi - Emmanuel Mbongo - Franck Ohandza - Santiago Arias - Pedro Franco | - José Valencia - Duván Zapata - Jang Hyun-Soo - Kim Kyung-Jung - Kim Young-Uk - Mynor Escoe - Ivan Lendrić - Andrej Kramarić - Omar Gaber - Mohamed Ghazy - Ahmed Hegazi - Mohamed Salah - Juan Govea - Edson Montaño - Koke - Isco - Sergi Roberto | - Cédric Bakambu - Antoine Griezmann - Marvin Ceballos - Diego de Buen - Ulises Dávila - Jorge Enríquez - Taufic Guarch - Carlos Orrantia - Edson Rivera - Erick Torres - Abdul Ajagun - Terna Suswam - Andrew Bevin - Alex - Danilo Pereira - Mário Rui - Adrián Luna |

1 gol en pròpia porteria
- Serge Tchaha (contra Nova Zelanda)
- Francisco Calvo (contra Austràlia)
- Chol Ri Yong (contra Mèxic)

## Classificació final
| Pos.                             | Team           | G | Pts | P | W | D | L | GP | GC | SG  |
| -------------------------------- | -------------- | - | --- | - | - | - | - | -- | -- | --- |
| 1                                | Brasil         | E | 17  | 7 | 5 | 2 | 0 | 18 | 6  | +12 |
| 2                                | Portugal       | B | 14  | 7 | 4 | 2 | 1 | 7  | 3  | +4  |
| 3                                | Mèxic          | F | 11  | 7 | 3 | 2 | 2 | 10 | 6  | +4  |
| 4                                | França         | A | 12  | 7 | 4 | 0 | 3 | 11 | 12 | -1  |
| Eliminated in the quarter-finals |                |   |     |   |   |   |   |    |    |     |
| 5                                | Colòmbia       | A | 12  | 5 | 4 | 0 | 1 | 11 | 6  | +5  |
| 6                                | Nigèria        | D | 12  | 5 | 4 | 0 | 1 | 15 | 5  | +10 |
| 7                                | Espanya        | C | 11  | 5 | 3 | 2 | 0 | 13 | 4  | +9  |
| 8                                | Argentina      | F | 11  | 5 | 3 | 2 | 0 | 6  | 1  | +5  |
| Eliminated in the round of 16    |                |   |     |   |   |   |   |    |    |     |
| 9                                | Egipte         | E | 7   | 4 | 2 | 1 | 1 | 7  | 3  | +4  |
| 10                               | Aràbia Saudita | D | 6   | 4 | 2 | 0 | 2 | 8  | 5  | +3  |
| 11                               | Camerun        | B | 5   | 4 | 1 | 2 | 1 | 3  | 3  | 0   |
| 12                               | Corea del Sud  | A | 4   | 4 | 1 | 1 | 2 | 3  | 4  | -1  |
| 13                               | Equador        | C | 4   | 4 | 1 | 1 | 2 | 4  | 4  | 0   |
| 14                               | Anglaterra     | F | 3   | 4 | 0 | 3 | 1 | 0  | 1  | -1  |
| 15                               | Costa Rica     | C | 3   | 4 | 1 | 0 | 3 | 6  | 12 | -6  |
| 16                               | Guatemala      | D | 3   | 4 | 1 | 0 | 3 | 1  | 12 | -11 |
| Eliminated in the group stage    |                |   |     |   |   |   |   |    |    |     |
| 17                               | Nova Zelanda   | B | 4   | 3 | 0 | 2 | 1 | 2  | 3  | -1  |
| 18                               | Uruguai        | B | 4   | 3 | 0 | 2 | 1 | 1  | 2  | -1  |
| 19                               | Austràlia      | C | 4   | 3 | 0 | 1 | 2 | 4  | 9  | -5  |
| 20                               | Panamà         | E | 4   | 3 | 0 | 1 | 2 | 0  | 5  | -5  |
| 21                               | Corea del Nord | F | 3   | 3 | 0 | 1 | 2 | 0  | 6  | -6  |
| 22                               | Àustria        | E | 3   | 3 | 0 | 1 | 2 | 0  | 7  | -7  |
| 23                               | Croàcia        | D | 3   | 3 | 0 | 0 | 3 | 2  | 8  | -6  |
| 24                               | Mali           | A | 3   | 3 | 0 | 0 | 3 | 0  | 6  | -6  |